# Birckau
Birckau ist ein ausgestorbenes thüringisches Adelsgeschlecht, das zur Ritterschaft der Grafschaft Stolberg gehörte und im ersten Viertel des 17. Jahrhunderts ausgestorben ist. 

## Geschichte
Henning von Berckau, adliger Knappe und Diener des Grafen Heinrich d. Ä. zu Stolberg und dessen Begleiter auf einer Reise ins Gelobte Land im Jahre 1468, ist einer der ersten bekannten Vertreter der Familie.
Letzter Sitz der Familie war in Breitungen, wo sie den sogenannten Dittichenröder Freihof besaß. Zuvor hatte im Jahre 1602 Wilhelm von Birckau wegen Schulden seine Rittergüter zu Neustadt und Harzungen mit 7 Hufen Land für 1300 Reichstaler an Jobst von Bötticher in Nordhausen verkauft.
Auf dem Dittichenröder Freihof in Breitungen lebte Wilhelm von Birckau mit seiner Familie bis zu seinem Tod im Juni 1611. Er hinterließ die Witwe Anna von Birckau geborene von Trebra, den unmündigen Sohn Martin Wilhelm von Birckau und die beiden Töchter Anna Magdalena und Veronika Agnes.
Aufgrund des Lehnrechts fiel das Gut in Breitungen an den unmündigen Sohn, dessen Vormünder es aufgrund von drückenden Schulden 1613 für neun Jahre an die Gräfin Clara von Schwarzburg verpfändeten. Zur Einlösung von Seiten des Martin Wilhelm von Birckaus kam es 1621 nicht mehr, da er zwischenzeitlich verstorben war. Um dessen Erbschaft kam er in den Jahren 1618 bis 1629 zu gerichtlichen Auseinandersetzungen.
Die Schwester des letzten männlichen Vertreters der Familie von Birckau, Anna Magdalena von Birckau, hatte im September 1616 Wolf von Morungen auf Obersdorf geheiratet.